# Heillecourt
Heillecourt är en kommun i departementet Meurthe-et-Moselle i regionen Grand Est (tidigare regionen Lorraine) i nordöstra Frankrike. Kommunen ligger i kantonen Jarville-la-Malgrange som tillhör arrondissementet Nancy. År 2022 hade Heillecourt 5 396 invånare.

## Befolkningsutveckling
Antalet invånare i kommunen Heillecourt
| Referens: INSEE |